# Império do Espírito Santo da Rua Nova

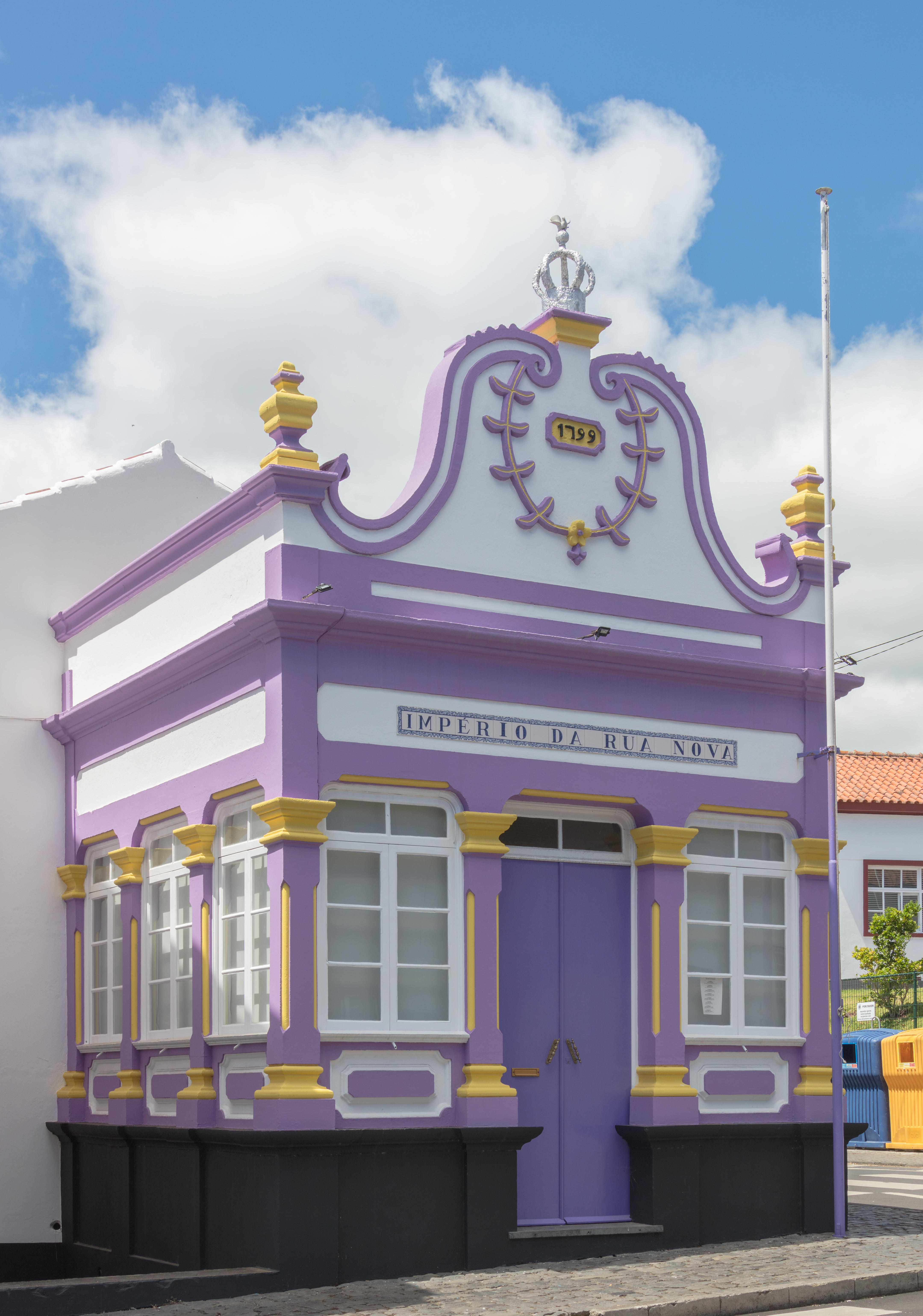
Império do Espírito Santo da Rua Nova, Angra do Heroísmo.

O Império do Espírito Santo da Rua Nova é um Império do Espírito Santo português que se localiza na freguesia açoriana da Conceição, concelho de Angra do Heroísmo, ilha Terceira, arquipélago dos Açores.
Este Império do Espírito Santo tem a sua fundação no século XVIII mais precisamente no ano de 1799, encontrando-se entre os mais antigos impérios da ilha Terceira.